# Mixer
Mixer（ミクサー）は、かつて存在したアメリカのライブストリーミングプラットフォーム。2016年1月5日にBeamとしてサービスを開始、2017年5月にMixerへと名称を変更した。インタラクティブ性に重点を置いており、ライブストリーミング配信の遅延時間が短く、視聴者が配信に影響を与えられるような機能を備えている。2020年6月23日、事業を拡大できないことを理由にサービスの終了を発表、7月24日に正式に終了した。

## 特徴
サービスの特徴として、Mixerは動画配信者と視聴者とのインタラクティブ性を重視する点において他のサービスと区別される。FTL（Faster-than-light; 超光速航法）と呼ばれる独自の低遅延ストリーミングプロトコルを採用しており、二者がそれぞれ受信した際の遅延時間は1秒未満を実現している。この機能はインタラクティブなプラットフォームによって活用され、視聴者がライブストリーミング配信に影響を与えられるように投票などといった機能も利用できる。
また、ユーザーは配信したり、配信を視聴したりすることでスパーク (Sparks) を獲得でき、インタラクティブな機能のためにスパークを消費できる。ゲーム開発者に対しては、ゲームと統合するためのSDKを提供している。
2018年11月、Mixerは「Season 2」と呼ばれるブランドのメジャーアップデートを発表した。この発表には、すぐにリリースされる新機能や、今後の計画が含まれていた。すぐに導入されたスキル (Skills) は、チャットにおいて紙吹雪や花火といったエフェクトを追加できる。2019年1月に導入されたエンバー (Mixer Embers) は、Mixer内で利用できる仮想通貨であり、現金で購入した上でスキルの購入などに使用できる。スキルはスパークでも購入できるが、エンバーでは上位のスキルが使用できる。パートナーチャンネルでスキルを使用すると、配信者を財務的にサポートできる。
2019年4月には、チャンネルごとに視聴者のエンゲージメントを追跡するためのランキングシステムであるチャンネル・プログレッション (Channel Progression) が導入された。この機能により、各ユーザーは配信への長期的な参加に対する特典を受け取ることができる。

## 歴史

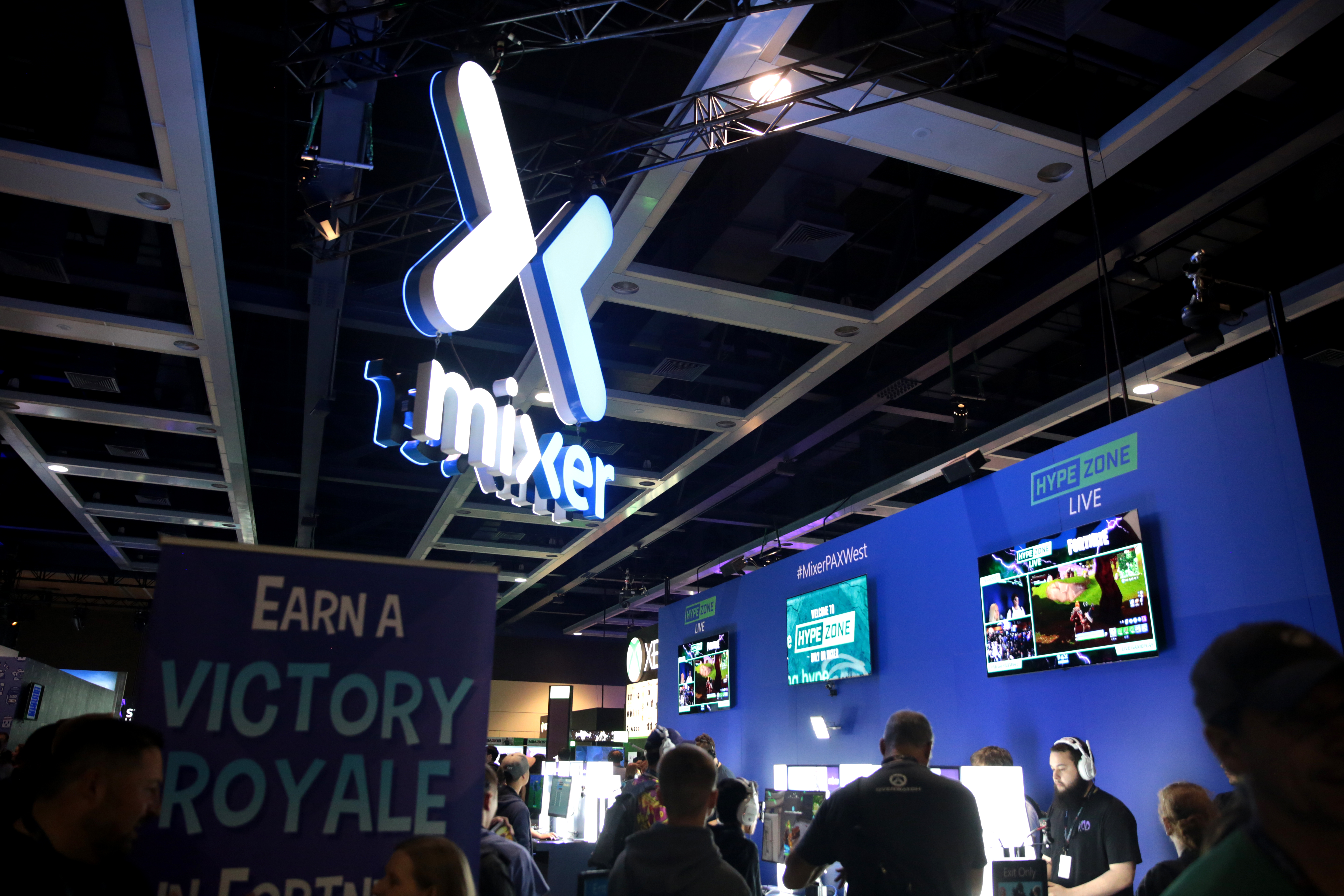
2018年に開催されたPAXにおけるMixerの展示ブース

2016年1月5日、Beamとしてサービスを開始。5月、TechCrunchが開催したDisruptカンファレンスのStartup Battlefieldコンペティションにおいて優勝し、50,000米ドルの資金を獲得した。
8月11日、Beamはマイクロソフトによって非公開で買収され、Xbox部門に統合された。10月26日、BeamがWindows 10に組み込まれることを発表。Xbox Oneに対しても、2017年3月のソフトウェアアップデートで組み込まれた。
2017年5月25日、マイクロソフトはBeamという名称が世界的に使用することができなかったため、Mixerに変更されたことを発表した。名称の変更と並行し、ユーザーが最大4人で同時にストリーミングできるCo-Streaming機能や、iOS・Android向けのモバイルアプリのリリースなどいくつかの新機能の導入が行われた。また、Xbox Oneのダッシュボード内でトップレベルの統合が行われ、配信を集約した新しいタブが追加されることも発表された。
2019年8月1日、ビデオゲームストリーマーであるニンジャが、8月2日からAmazon.comが所有する競合プラットフォームであるTwitchからMixerへと完全移行すると発表された。ニンジャはTwitchにおいて1,400万人以上のフォロワーがいたトップ配信者であった。10月25日、ストリーマーのシュラウドもMixerへの完全移行を発表した。
2020年6月23日、マイクロソフトは市場シェアが低く、競合するサービスと比べて事業の拡大ができないことを理由に、7月22日（現地時間）をもってサービス終了することを発表した。Facebookと提携し、Mixerのサービス終了後はユーザーをFacebook Gamingへとリダイレクトする。また、パートナーであったストリーマーには、Facebook Gamingにおける同等のプログラムを提供する。Mixerに関わっていたスタッフはマイクロソフトに残り、配信技術といった知的財産の一部はMicrosoft Teamsといった製品に組み込まれる。7月24日、正式にサービスを終了した。

## 外部サイト
- 公式ウェブサイト
- Mixer (@WatchMixer) - X（旧Twitter） （英語）
- Mixer (WatchMixer) - Facebook
- Mixer (@watchmixer) - Instagram  （英語）
- Mixer - YouTubeチャンネル （英語）
- Mixer - GitHub